# 朗島漁港
朗島漁港位於臺灣臺東縣蘭嶼鄉，為當地原住民達悟族朗島部落出海捕魚的重要港口，2016年臺東縣政府首度舉辦綠色港口評鑑計畫，其中朗島漁港獲得分組第一的殊榮。朗島漁港在農業委員會漁業署的漁港分類中，被劃分為第二類漁港。

## 沿革
朗島漁港起先為朗島部落當地的天然港灣，僅有1980年預算新臺幣100萬元興建的簡易卸船道供漁船上岸檢修用，並無興建防波堤、碼頭等設施。爾後臺東縣政府規劃，將蘭嶼主要出入港口開元港轉型為遊憩港，原有設籍之漁船部分改停靠到朗島漁港，然而朗島漁港僅有非常簡陋之漁港設施，船隻受限於季風影響，只有夏季適合停放，因此縣政府即規劃「朗島漁港擴建工程」。
2002年臺東縣政府向中央爭取到離島建設基金補助840萬元朗島漁港擴建經費，2003年11月4日朗島漁港擴建開始動工，隔年臺東縣政府再向行政院爭取朗島漁港擴建工程經費，5月10日行政院離島基金管理委員會第11次會議通過新臺幣2,511萬元朗島漁港擴建經費，將擴建工程分為兩期推動。
2005年朗島擴建工程即將邁入第三期時，行政院離島建設指導委員會審查第三期工程中發現，新建防波堤高達8.5公尺，比鄰近蘭嶼環島公路遠眺視野6.5公尺還高，加上港池浚挖工程致使當地居民認為影響景觀與生態而抗議，因此第三期工程遭要求暫緩執行，致使朗島漁港擴建停擺五年之久。
經縣政府農業處進行「朗島漁港功能定位及後續處理評估計畫」評估案後，多個候選案包含廢港、降低防波堤高度、維持現況配合環境改善、漁港設施改善等四項方案中，擇定降低防波堤高度改善案為最優選項，因此終於在2011年核定1,000多萬元繼續進行第三期漁港擴建工程，而原本過高的防波堤則將打除2公尺，減緩視覺景觀影響的程度。
2012年2月朗島漁港第三期擴建工程竣工，延宕6年之漁港建設工程終於全數完工，不過由於朗島漁港冬季東北季風湧浪時仍會穿越防波堤打到岸上，因此臺東縣政府仍將持續爭取經費施作離岸防波堤，以解決冬季湧浪問題。

## 設施
朗島漁港碼頭全長75公尺，目前設有西海堤與北防波堤，兩海堤高度原為8.5公尺，後經降低高度，目前高6.5公尺，西海堤設有吊船設施，以取代東側因浪擊毀壞的既有卸船道。